# BRIT Awards 2004
Die BRIT Awards 2004 wurden am 17. Februar 2004 im Londoner Earls Court verliehen. Die Moderation übernahm Cat Deeley.
Erfolgreichster Künstler mit drei gewonnenen Preisen war die Band The Darkness, die mit vier Stück ebenfalls die meisten Nominierungen hatte.

## Liveauftritte
| Künstler                               | Lieder                                         |
| -------------------------------------- | ---------------------------------------------- |
| Beyoncé                                | Crazy in Love                                  |
| The Black Eyed Peas                    | Shut Up                                        |
| Busted                                 | Teenage Kicks                                  |
| Jamie Cullum Katie Melua               | The Love Cats                                  |
| The Darkness                           | I Believe in a Thing Called Love Growing on Me |
| Duran Duran                            | Hungry Like the Wolf                           |
| 50 Cent                                | In da Club                                     |
| Alicia Keys Gwen Stefani Missy Elliott | Kiss                                           |
| Muse                                   | Hysteria                                       |
| Outkast                                | Hey Ya!                                        |

## Gewinner und Nominierte
| British Album | British Single |
| --- | --- |
| - The Darkness – Permission to Land - Blur – Think Tank - The Coral – Magic and Medicine - Daniel Bedingfield – Gotta Get thru This - Dido – Life for Rent             | - Dido – White Flag - Gareth Gates – Spirit in the Sky - Jamelia – Superstar - Mis-Teeq – Scandalous - Rachel Stevens – Sweet Dreams My LA Ex |
| British Male | British Female |
| - Daniel Bedingfield - Badly Drawn Boy - David Bowie - Dizzee Rascal - Will Young                                                                                      | - Dido - Amy Winehouse - Annie Lennox - Jamelia - Sophie Ellis Bextor                                                                         |
| British Group | British Breakthrough Act |
| - The Darkness - Busted - The Coral - Radiohead - Sugababes | - Busted - The Darkness - Dizzee Rascal - Jamie Cullum - Lemar                                                                                |
| British Rock Act | British Urban Act |
| - The Darkness - Feeder - Muse - Primal Scream - Stereophonics | - Lemar - Amy Winehouse - Big Brovaz - Dizzee Rascal - Mis-Teeq                                                                               |
| British Dance Act | Pop Act |
| - Basement Jaxx - Goldfrapp - Groove Armada - Kosheen - Lemon Jelly | - Busted - The Black Eyed Peas - Christina Aguilera - Daniel Bedingfield - Justin Timberlake                                                  |
| International Album | |
| - Justin Timberlake – Justified - Beyoncé – Dangerously in Love - Christina Aguilera – Stripped - Outkast – Speakerboxxx/The Love Below - The White Stripes – Elephant | |
| International Male | International Female |
| - Justin Timberlake - 50 Cent - Beck - Damien Rice - Sean Paul | - Beyoncé - Alicia Keys - Christina Aguilera - Kylie Minogue - Missy Elliott                                                                  |
| International Group | International Breakthrough Act |
| - The White Stripes - The Black Eyed Peas - Kings of Leon - Outkast - The Strokes                                                                                      | - 50 Cent - Evanescence - Kings of Leon - Sean Paul - The Thrills                                                                             |

Outstanding Contribution to Music
- Duran Duran